# Institut Gustave Roussy

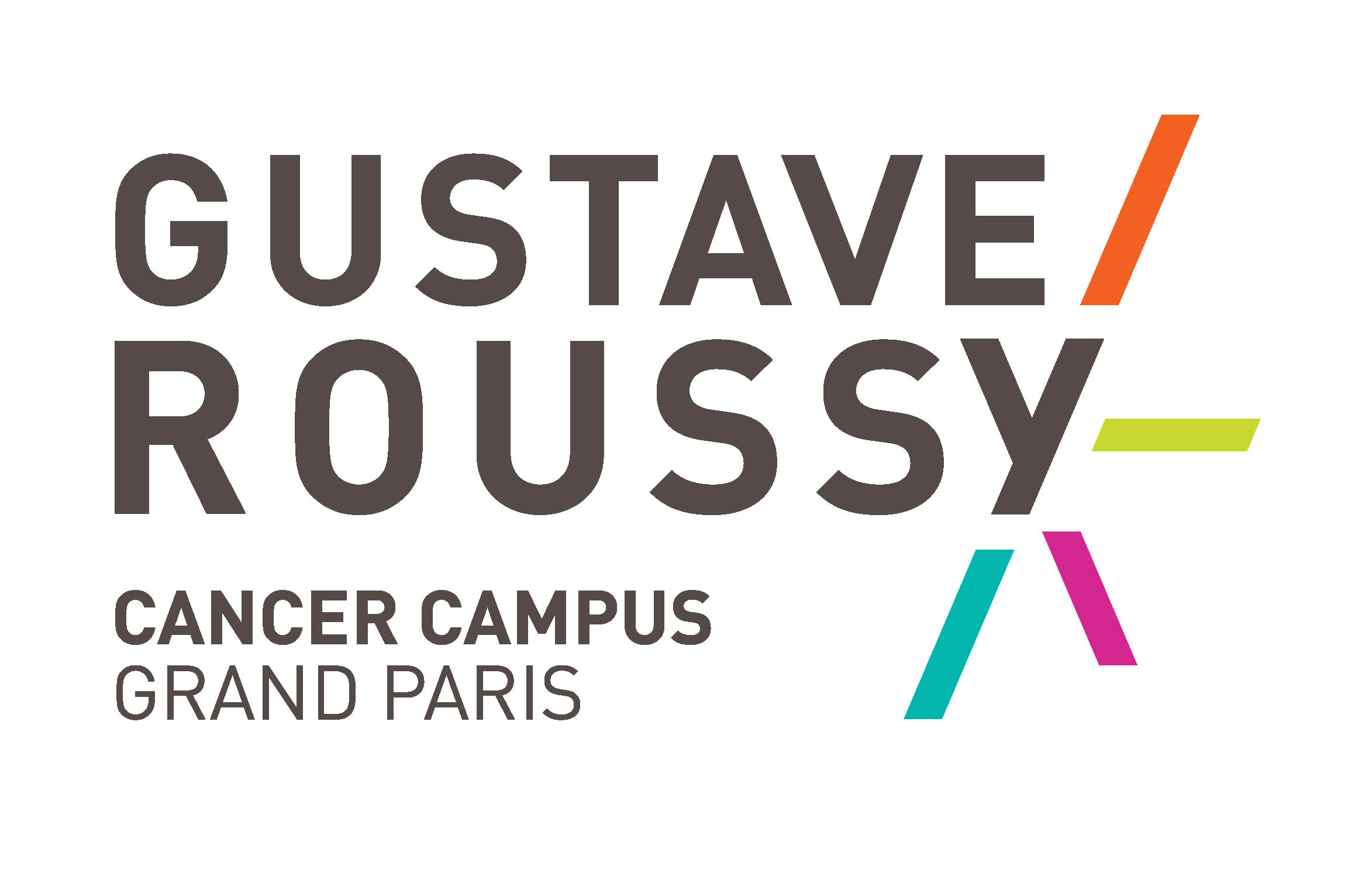
Logo des Instituts

Das Institut Gustave Roussy (IGR) ist ein französisches Institut in gemeinnütziger Trägerschaft zur Erforschung und Behandlung von Krebserkrankungen. Sitz des Instituts ist Villejuif nahe Paris.

## Geschichte
Im Jahr 1921 wurde durch den Pathologen und Rektor der Académie de Paris Gustave Roussy (1874–1948) in Villejuif das Hôpital Paul-Brousse speziell für die Behandlung von Krebserkrankungen gegründet. Am 14. November 1925 wurde durch den Conseil général de la Seine die Gründung eines regionalen Krebszentrums für die Umgebung von Paris (Centre régional de lutte contre le cancer de la banlieue parisienne) dekretiert und Professor Roussy wurde am 17. November zum ersten Direktor ernannt. Durch ein weiteres Dekret vom 12. Mai 1926 wurde das regionale Krebszentrum in Villejuif in ein Institut für Krebsforschung der Fakultät für Medizin in Paris (Institut du Cancer de la Faculté de Médecine de Paris) umgewandelt. Das Institut untergliederte sich zunächst in eine Forschungseinheit (Institut du Cancer) mit angeschlossenem Krankenhaus (Section hospitalière). Es erhielt am 6. November 1927 den Status der Gemeinnützigkeit. Träger der Einrichtung wurde die neu geschaffene Fondation pour le Développement de l'Institut du Cancer de la Faculté de Paris („Stiftung zur Entwicklung des Krebsforschungsinstituts der Fakultät von Paris“). Am 17. März 1930 wurde eine neue Section des laboratoires (Forschungslabor-Bereich) durch den Präsidenten der Republik Gaston Doumergue eröffnet.

Bilder aus dem Jahr 1934
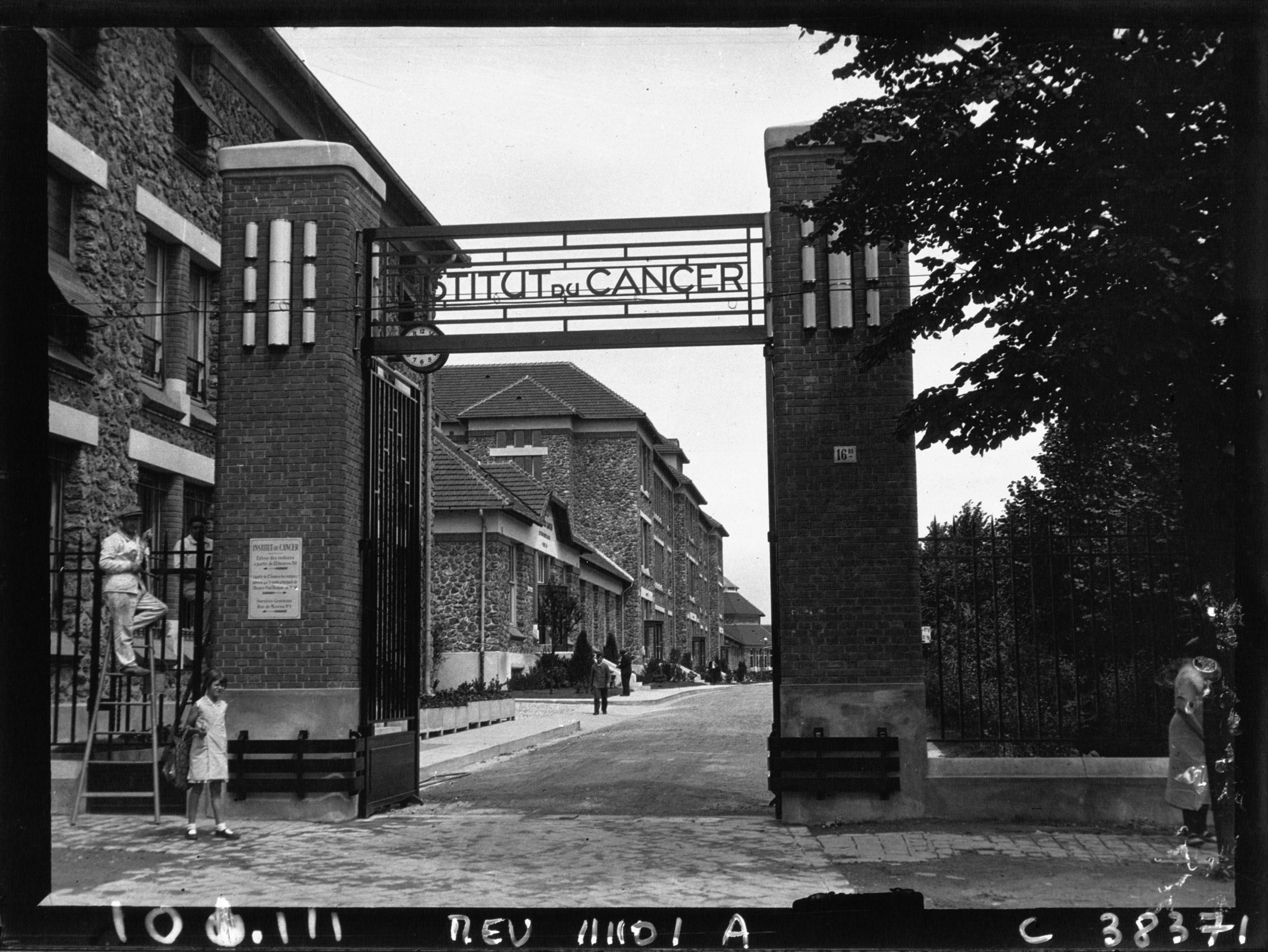
Eingangstor
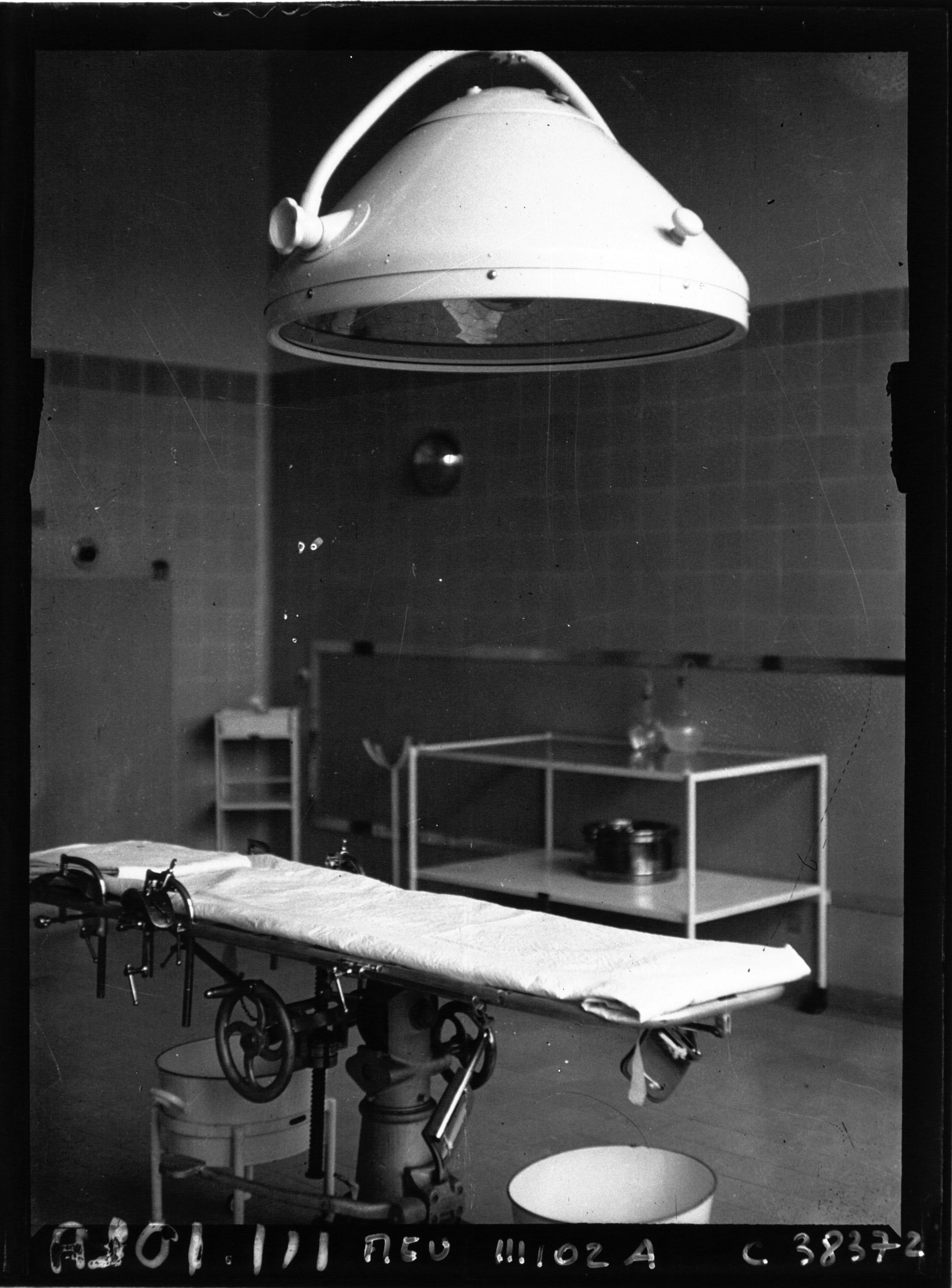
Operationssaal
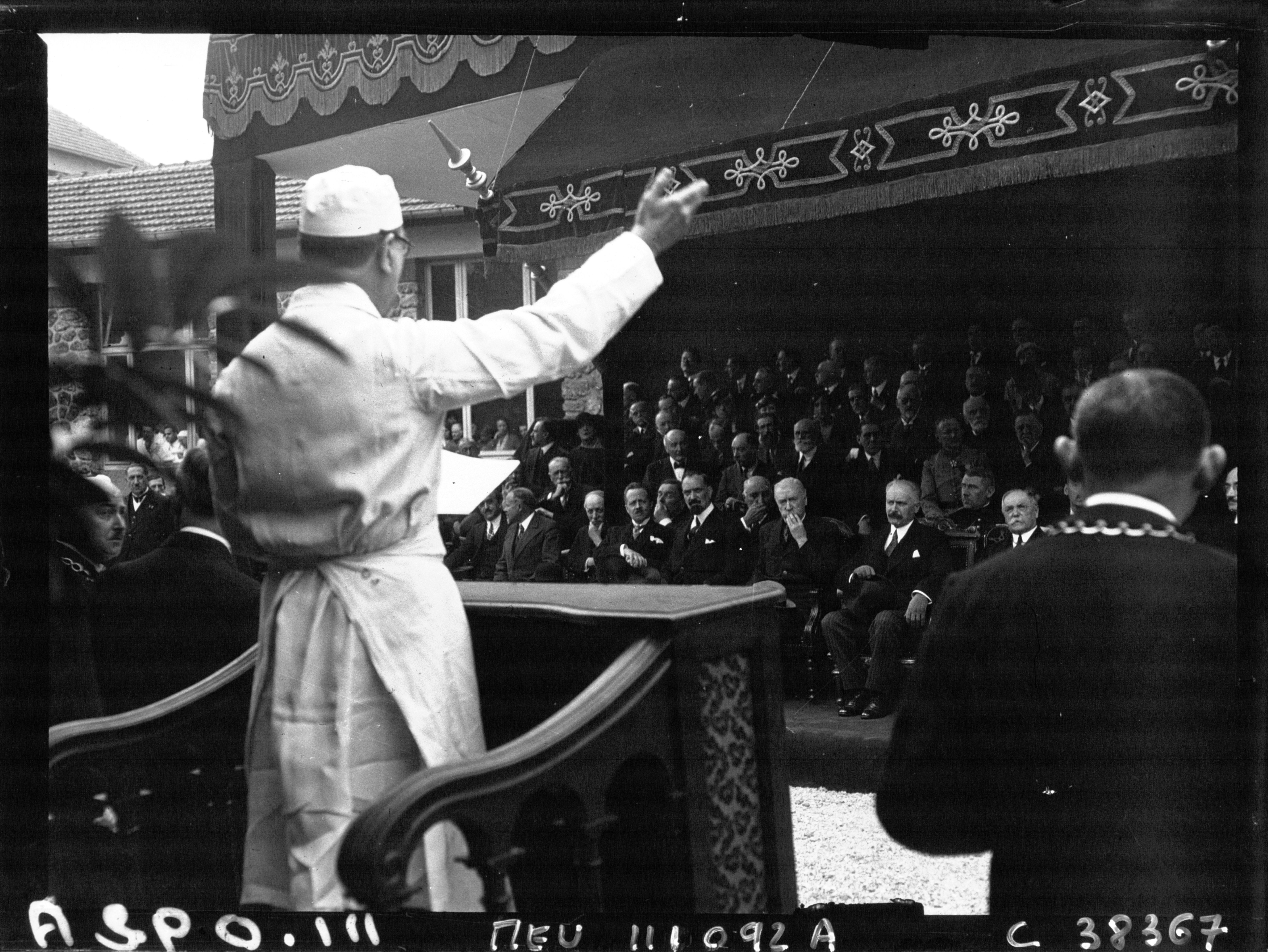
Ansprache von G. Roussy
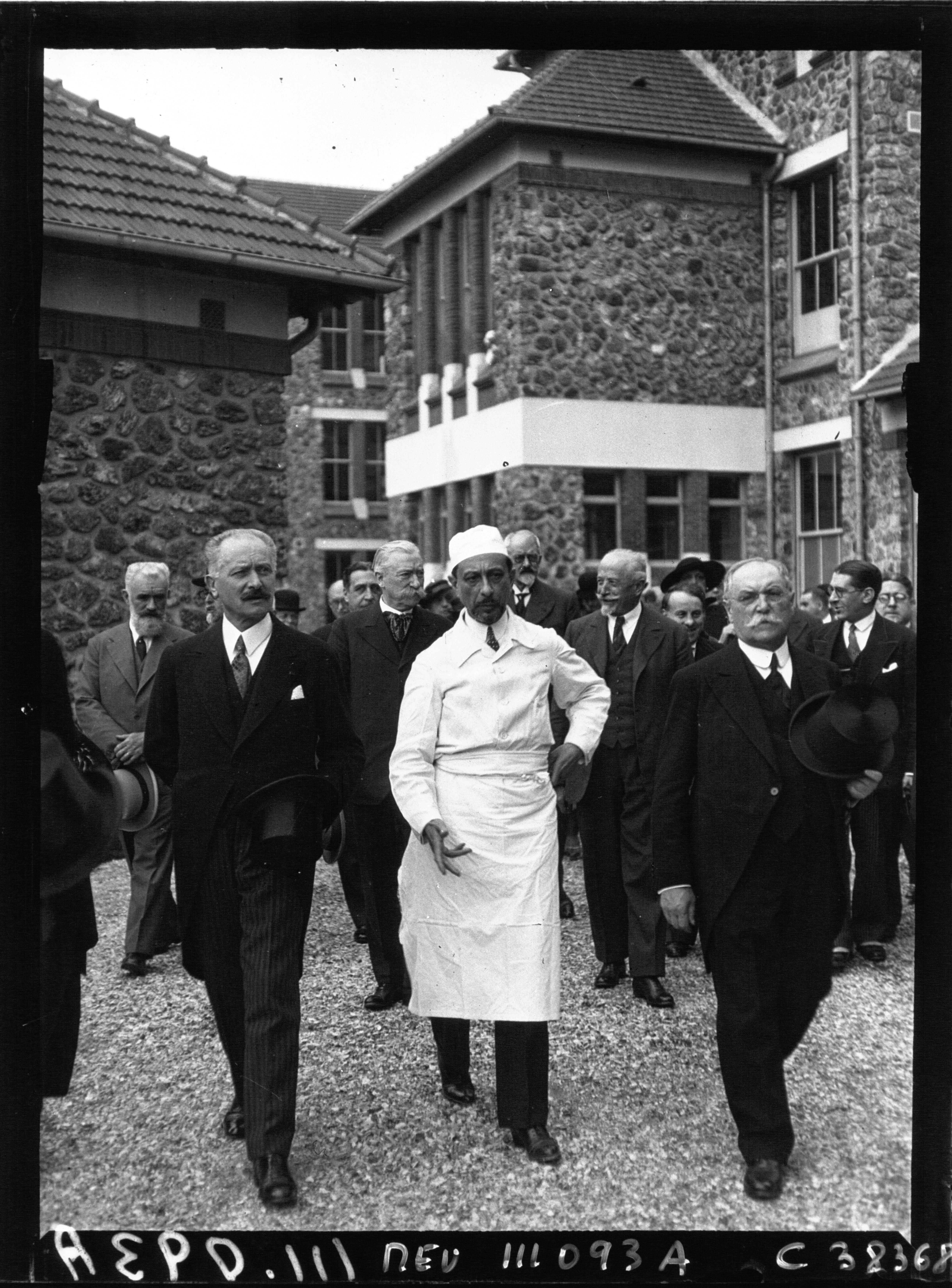
Staatspräsident Lebrun (links) und G. Roussy (Mitte)

Nach dem Tod des Institutsgründers Roussy wurden 1949 René Huguenin zum Direktor des Institut du cancer und Charles Oberling zum Leiter des Laborbereichs ernannt. 1950 wurde das Institut offiziell in Institut Gustave Roussy umbenannt. In den folgenden Jahren konzentrierte sich die Forschung am Institut auf verschiedene Schwerpunkte, u. a. pädiatrische Onkologie (auf Initiative von Odile Schweisguth) sowie die Behandlung mit Radioisotopen (führend war hier Maurice Tubiana). In den 1950er Jahren wurde das Institut kontinuierlich ausgebaut. Es kamen Tierversuchseinrichtungen, sowie Abteilungen für Strahlentherapie, Epidemiologie, Zellkultur, Virologie und Pharmakologie hinzu. 1976 wurden die Fundamente zu einem neuen Krankenhauskomplex, der im April 1980 in Betrieb genommen werden konnte, gelegt. Weitere Erweiterungsbauten (Kernspintomographie, Patientengebäude, Forschungspavillons) erfolgten in den 1970er bis 1990er Jahren.

## Direktoren des IGR
Bisher amtierten die folgenden Direktoren:
- Gustave Roussy, 1921–1947
- René Huguenin, 1947–1955
- Pierre Denoix, 1956–1982
- Yves Cachin, 1974–1978 (Interims-Direktorat)
- Maurice Tubiana, 1982–1988
- Robert Flamant, 1988–1994
- Thomas Tursz, 1994–2010
- Alexander Eggermont, 2010–2019
- Jean-Charles Soria, seit 2020

## Selbstverständnis („Mission“) des Instituts
Das IGR versteht sich als Zentrum der Exzellenz und Innovation in der Krebsforschung. Ziel der Forschung ist die verbesserte Behandlung und das vertiefte Verständnis der Grundlagen der Krebsentstehung. Dazu erfolgt einerseits biomedizinische Grundlagenforschung, zum andern werden klinische Studien durchgeführt um neue Behandlungsformen und Medikamente zu testen. Vor Ort sind praktisch alle modernen Behandlungsmodalitäten der Krebsbehandlung verfügbar, angefangen von der Chirurgie, zur diagnostischen und interventionellen Radiologie und Strahlentherapie, bis zur modernen Labordiagnostik und internistischen Onkologie. Zudem hat das IGR eine Ausbildungsfunktion und betreibt in Kooperation mit der Universität Paris-Süd eine École de cancérologie zur Weiterbildung von Onkologen. Es bestehen zahlreiche wissenschaftliche Kooperationen, u. a. mit dem Deutschen Krebsforschungszentrum in Heidelberg, dem Nederlands Kanker Instituut in Amsterdam, dem MD Anderson Cancer Center in Houston und dem Karolinska Institutet bei Stockholm.